# Takako Arai
Kiko Arai (新井貴子 Arai Kiko?, nascută 1990) este un fotomodel japonez. Ea a câștigat concurs de frumusețe 2012 Miss Nippon.